# Haverthwaite
Haverthwaite es un pueblo pequeño y parroquia civil en Furness, región de Cumbria. Está también dentro de las fronteras del parque nacional del Distrito de los Lagos. Está localizado a varias millas al este  de Ulverston, cerca del límite sur de Windermere. El pueblo obtiene parte  de su nombre de la palabra nórdica antigua thwaite,  la cual normalmente refiere a un asentamiento en el bosque.

## Historia
El pueblo fue originalmente un asentamiento Vikingo, pero se  ha  sugerido que  puede haber existido un poblado allí antes de la llegada de los  Vikingos.
En el siglo XVIII había dos hornos de hierro cerca del pueblo, uno en Backbarrow y el otro en Low Wood. Al  horno en Backbarrow se le suministraba  mena de hierro de Low Furness desde 1711, la misma llegaba a los muelles en Haverthwaite y se transportaba a Backbarrow a caballo y en carreta. En 1860, el ferrocarril  Furness abrió su otra línea ramal de Ulverston a Lakeside y casi inmediatamente el muelle quedó en desuso.
En 1798, se estableció Low Wood Gunpowder Works y continuó la producción hasta 1935. El río cercano, Leven, se utilizó para transportar el producto terminado.  
La parroquia fue demolida en los años 1970 debido a que se necesitaba lugar para la nueva ruta de la A590.
La iglesia Santa Ana fue originalmente una capilla bajo Colton; fue consagrada en 1825 y extendida en 1838. Cuando fue construida, recibió una subvención a cambio de que 200 sesiones estuvieran disponibles y fueran gratuitas para siempre.

## Ferrocarril

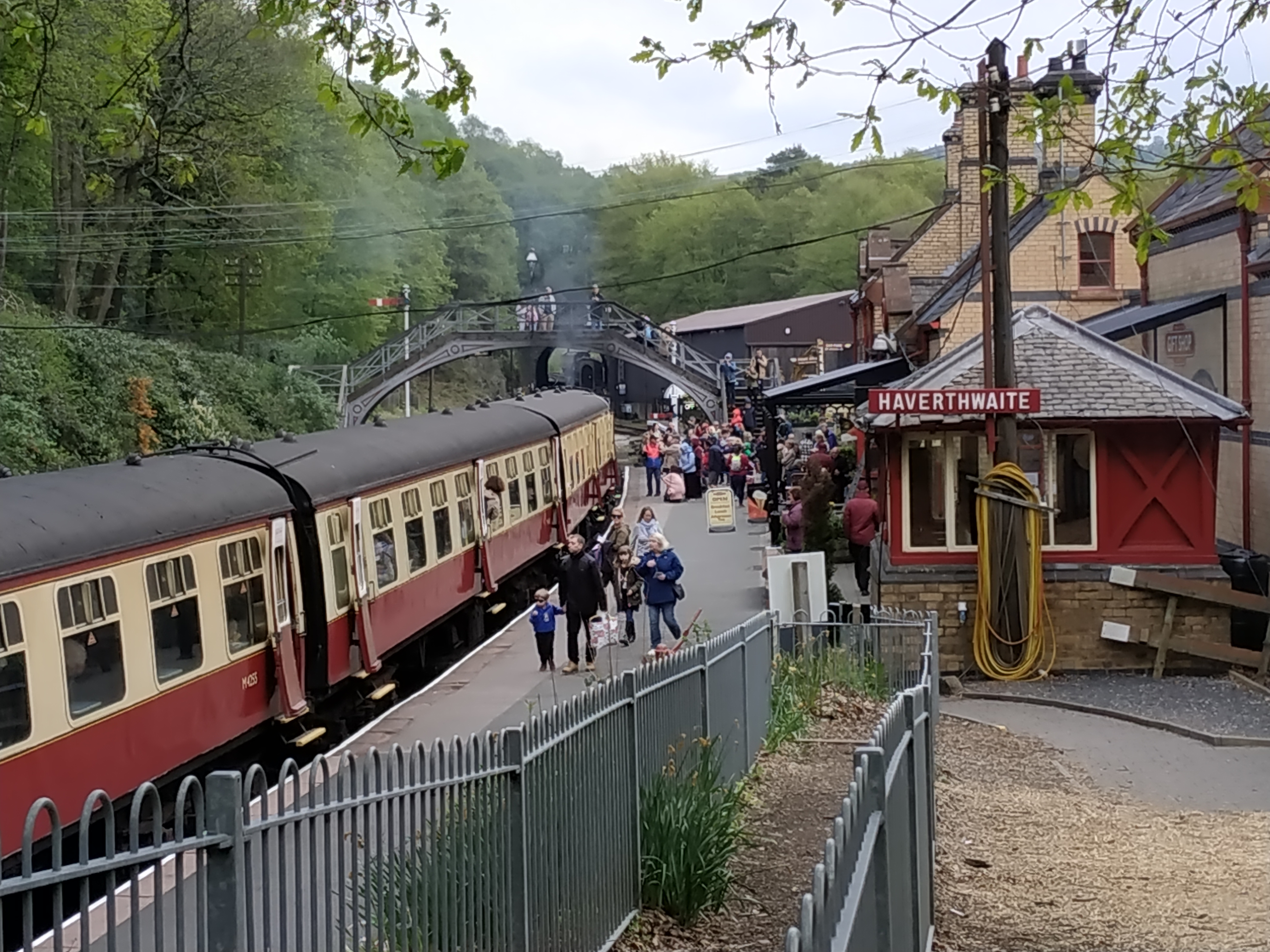
Estación de tren Haverthwaite

El pueblo es el punto de partida  del ferrocarril preservado Lakeside & Haverthwaite, una atracción turística popular que proporciona conexiones a Windermere.